# Barbital
Barbital (barbitone, di-ethylbarbituraat, di-ethylmalonylurea), ook bekend onder de commerciële namen Veronal en Medinal is de naam van het eerste kalmeringsmiddel en slaapmiddel van de groep van de barbituraten. Het product, ontdekt door de Duitse Nobelprijswinnaar Emil Fischer en zijn landgenoot en arts Joseph von Mering, werd gelanceerd aan het begin van de 20e eeuw. De naam Veronal zou ontleend zijn aan het feit dat von Mering een dosis van het geneesmiddel innam tijdens een treinrit en wakker werd bij aankomst in de stad Verona (Italië).
Barbital heeft een hoge halveringstijd in het lichaam van meer dan 100 uur. Hierdoor vertragen nagenoeg alle lichaamsfuncties gedurende verscheidene dagen. 
Bij aanhoudend gebruik kan verslaving optreden en een overdosis leidt snel tot de dood. Vanwege deze nevenverschijnselen werd het geneesmiddel in de jaren zestig van de 20e eeuw vervangen door andere sederende middelen zoals de benzodiazepinen. Barbital wordt tegenwoordig niet langer verkocht.
De brutoformule van barbital is C8H12N2O3. Het is een vaste, kleurloze stof met een bittere smaak.